# Windows (клавиша)
⊞ Win — клавиша на клавиатурах IBM-PC-совместимых компьютеров, появившаяся во второй половине 1990-х годов после выхода Windows 95. Расположена обычно между левым Ctrl и Alt, а также AltGr и ≣ Menu. В среде Windows используется для вызова меню «Пуск».

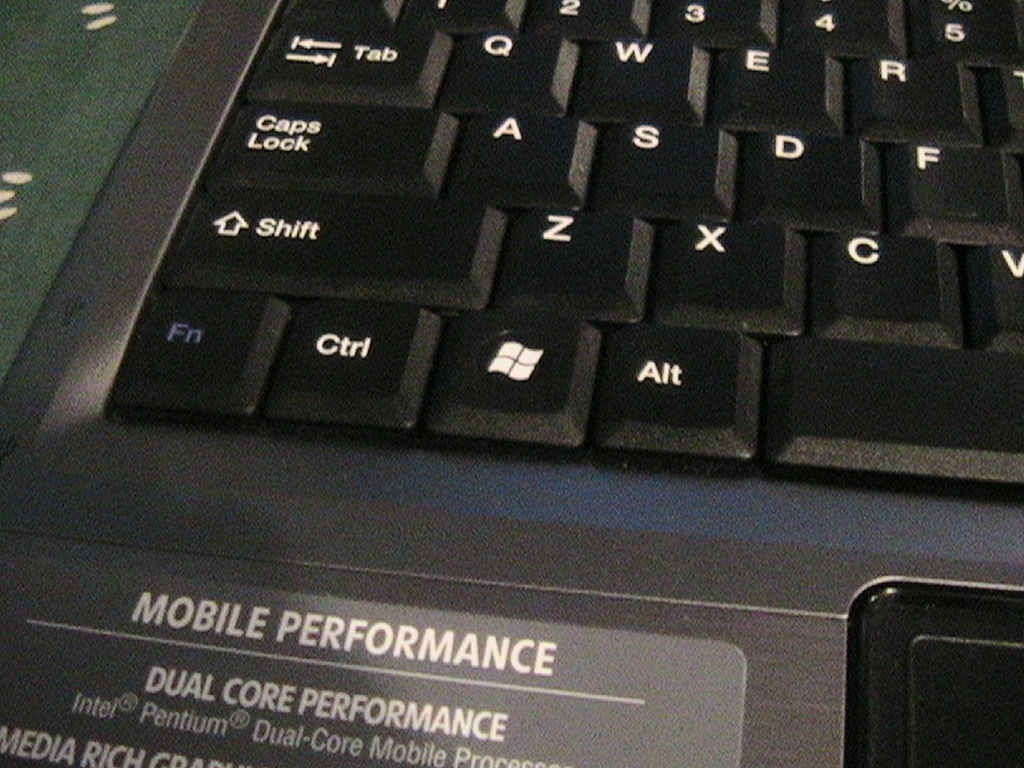
Клавиша Win на клавиатуре ноутбука

Примечание: Правильное название клавиши — Win. Бытует стереотип, что клавиша называется так же, как сама ОС Windows. Но это не так, на самом деле она имеет унаследованное название системы в сокращённом виде.
Дизайн и расположение клавиши регламентируется Microsoft. В шрифте Wingdings есть соответствующий символ.
Компания Intel в версии 1.1 своего стандарта «Common Building Block» требует наличия у ноутбуков, продающихся с Windows Vista, клавиши, соответствующей ⊞ Win и оформленной в соответствии с требованиями Майкрософт.
В ноутбуках IBM ThinkPad до серии T6x клавиша ⊞ Win отсутствует. Не присутствует эта клавиша и в некоторых современных ноутбуках, не ориентированных на работу с Windows.

## Критика
Расположение клавиши и её дизайн — не открытый стандарт, а изображение на клавише, требуемое Microsoft, не является нейтральным по отношению к любой используемой ОС. На клавиатурах, ориентированных на другие ОС (например, на некоторых субноутбуках), на соответствующих клавишах изображают символ «домика», пингвинёнка Тукса или какой-нибудь другой. Называют её обычно «Meta» или «Super». Используется эта клавиша в операционных системах, отличных от Windows, как правило, как клавиша Compose или Meta. В стандарте USB HID клавиша называется «GUI».
Клавиша находится между Ctrl и Alt. В случае ошибочного нажатия клавиши ⊞ Win вместо одной из этих клавиш в Microsoft Windows теряется фокус ввода, и дальнейший ввод становится невозможным, пока пользователь самостоятельно не вернёт фокус ввода обратно. Для этого достаточно повторно нажать клавишу ⊞ Win.
К тому же Windows (даже 95/98) некорректно поддерживает клавишу ⊞ Win в DOS-программах. В SVGA-режимах программа просто не может восстановиться (хотя нормально восстанавливается, например, по нажатию Alt+Tab ↹). Иногда в DOS-программе ⊞ Win «залипает», и программа вообще перестаёт реагировать на нажатие любых клавиш; это решается нажатием любой незадействованной комбинации, содержащей клавишу ⊞ Win (например ⊞ Win+Z). Полноэкранные игры для Windows, как правило, переопределяют стандартное поведение ⊞ Win.
Во избежание возможных проблем, включая случайные нажатия клавиши ⊞ Win, её иногда программно отключают или просто удаляют вручную из клавиатуры. Как правило, дорогие клавиатуры и в особенности модели для геймеров, имеют возможность отключения[как?] клавиши ⊞ Win.

## Сочетания клавиш
Кроме вызова меню «Пуск», клавиша ⊞ Win также используется в качестве модификатора, в основном для глобальных (работающих вне зависимости от того, какое активное окно приложения открыто) сочетаний клавиш. Основные сочетания, используемые в Windows:
- ⊞ Win — открыть/закрыть меню «Пуск»;
- ⊞ Win+A — открыть Центр уведомлений (в Windows 10);
- ⊞ Win+B — переключить фокус на область уведомлений панели задач;
- ⊞ Win+Ctrl+B — переключиться на программу, отображающую сообщение в области уведомлений (только в Windows 7);
- ⊞ Win+⇧ Shift+Ctrl+B — перезапуск видеодрайвера (проверено в Windows 10 и 11);
- ⊞ Win+⇧ Shift+Ctrl+Alt — запуск UWP-приложения Microsoft 365 (Office);
- ⊞ Win+⇧ Shift+Ctrl+Alt+W — запуск Microsoft Word;
- ⊞ Win+⇧ Shift+Ctrl+Alt+P — запуск Microsoft PowerPoint;
- ⊞ Win+⇧ Shift+Ctrl+Alt+X — запуск Microsoft Excel;
- ⊞ Win+⇧ Shift+Ctrl+Alt+O — запуск Microsoft Outlook;
- ⊞ Win+⇧ Shift+Ctrl+Alt+T — запуск Microsoft Teams;
- ⊞ Win+⇧ Shift+Ctrl+Alt+N — запуск Microsoft OneNote (UWP-версии, либо из пакета Microsoft Office);
- ⊞ Win+⇧ Shift+Ctrl+Alt+D — открытие OneDrive в Windows, а если не найдёт исполняемый файл, то в браузере;
- ⊞ Win+⇧ Shift+Ctrl+Alt+Y — открытие веб-страницы Yammer;
- ⊞ Win+⇧ Shift+Ctrl+Alt+L — открытие веб-страницы LinkedIn;
- ⊞ Win+C — ранее: показать боковую панель «Charm Bar» (в Windows 8 и 8.1), показать голосовой помощник Кортана (в Windows 10); в Windows 11 (только 23H2) – открыть Microsoft Copilot (интегрированный в систему; до Windows 11 24H2);
- ⊞ Win+D — показать/скрыть рабочий стол (мгновенно свернуть все открытые окна, включая гаджеты);
- ⊞ Win+E — открыть «Проводник»; в Windows 10 по умолчанию открывает раздел «Быстрый доступ»;
- ⊞ Win+F — открыть «Поиск файлов»; в Windows 10 — сфотографировать экран и открыть «Центр отзывов»;
- ⊞ Win+Ctrl+F — открыть «Поиск компьютеров» (в настоящее время функция недоступна);
- ⊞ Win+G — показать гаджеты поверх всех окон (только в Windows 7 и Vista); открыть игровую панель в Windows 10 и 11;
- ⊞ Win+H — открыть панель диктовки (проверено в Windows 10 и 11);
- ⊞ Win+I — открыть «Параметры» (проверено в Windows 10 и 11);
- ⊞ Win+K — открыть меню «Подключения» (начиная с Windows 8);
- ⊞ Win+L — показать экран блокировки или заблокировать рабочую станцию;
- ⊞ Win+M — свернуть все окна, в Windows XP — добавить закладку;
- ⊞ Win+⇧ Shift+M — восстановить окна после сворачивания;
- ⊞ Win+O — отключить поворот экрана (планшетные версии Windows 10);
- ⊞ Win+P — переключить режимы проецирования («только компьютер», «дублировать», «расширить», «только проектор») (начиная с Windows 7);
- ⊞ Win+Q — открыть панель поиска по установленным программам (проверено в Windows 8) (начиная с Windows 10 — то же самое, что ⊞ Win+S);
- ⊞ Win+R — открыть окошко «Выполнить»;
- ⊞ Win+S — открыть панель поиска (Все, Приложения, Документы, Параметры, Фотографии и др.) (проверено в Windows 10);
- ⊞ Win+⇧ Shift+S — снять фрагмент экрана и включить программу «Набросок на фрагменте экрана» (проверено в Windows 10);
- ⊞ Win+T — переключить фокус на панель задач (начиная с Windows 7);
- ⊞ Win+U — открыть Центр специальных возможностей;
- ⊞ Win+V — открыть журнал буфера обмена (начиная с Windows 10 версии 1809).
- ⊞ Win+W — открыть Windows Ink Workspace (рисование пером, снимок экрана) (проверено в Windows 10);
- ⊞ Win+X — открыть Центр мобильных приложений Windows (только для мобильных компьютеров в Windows Vista и 7); открыть контекстное меню меню «Пуск» (проверено в Windows 10 и Windows 11);
- ⊞ Win+Y — открыть Yahoo! Messenger (если установлен);
- ⊞ Win+Pause — открыть свойства системы;
- ⊞ Win+Tab ↹ — переключиться между кнопками окон на панели задач (в Windows Aero — переключиться между окнами, используя Flip 3D, в Windows 10 — открыть «Представление задач»);
- ⊞ Win+Ctrl+Tab ↹ — «залипание» Windows Flip 3D, переключиться между окнами клавишами со стрелками или колёсиком мыши (только в Windows Aero);
- ⊞ Win+F1 — открыть Центр справки и поддержки Windows (начиная с Windows 10 — ввести в поисковую систему Bing запрос «получение справки в windows»);
- ⊞ Win+1 … 0 — запустить/переключиться на программу, закреплённую или просто запущенную в панели задач с указанным порядковым номером (начиная с Windows Vista);
- ⊞ Win+⇧ Shift+1 … 0 — запустить новый экземпляр программы, закреплённой в панели задач с указанным порядковым номером (начиная с Windows 7);
- ⊞ Win+Ctrl+1 … 0 — переключиться на последнее активное окно программы, закреплённой в панели задач с указанным порядковым номером (начиная с Windows 7);
- ⊞ Win+Alt+1 … 0 — открыть список переходов для программы, закреплённой в панели задач с указанным порядковым номером (начиная с Windows 7);
- ⊞ Win+↑ — развернуть окно (начиная с Windows 7);
- ⊞ Win+↓ — восстановить/свернуть окно (начиная с Windows 7);
- ⊞ Win+← или → — переключить режим развёртывания окна (в том числе между мониторами в многомониторных конфигурациях) (начиная с Windows 7);
- ⊞ Win+⇧ Shift+← или → — перенести окно между мониторами в многомониторных конфигурациях (начиная с Windows 7);
- ⊞ Win+⇧ Shift+↑ или ↓ — растянуть активное окно от верхнего до нижнего краёв экрана / восстановить размер окна[6];
- ⊞ Win+Home — свернуть/восстановить все развёрнутые окна, кроме активного (начиная с Windows 7);
- ⊞ Win+Space — показать рабочий стол (только в Windows 7) / сменить раскладку (начиная с Windows 8);
- ⊞ Win+PrtScr — создать и сохранить снимок экрана на компьютере (начиная с Windows 8);
- ⊞ Win++ — активировать экранную лупу / увеличить изображение на 100 % (начиная с Windows 7);
- ⊞ Win+– — при активной экранной лупе уменьшить изображение на 100 % (начиная с Windows 7);
- ⊞ Win+Esc — отключить экранную лупу (начиная с Windows 7);
- ⊞ Win+. или ⊞ Win+; — открыть панель ввода эмодзи (проверено в Windows 10 и 11);
- ⊞ Win+, — показать рабочий стол (кроме Windows 7).
- ⊞ Win+Z — показать команды, доступные в приложении в полноэкранном режиме (заявлено, но на практике не работает). Начиная с Windows 10 является «замороженной» (невозможно сменить назначение легальным/штатным методом); начиная с Windows 11 -- показать варианты расположения окна той или иной программы.

Сторонние разработки могут обеспечивать возможности назначения на клавишу ⊞ Win других действий, чаще всего для программ, работающих в фоновом режиме.

## Нестандартное применение
В тех средах, где доступно удобное переопределение функции данной клавиши, её назначение может изменяться. Например:
- Переключение раскладки.
- Временное включение дополнительной раскладки клавиатуры (на манер AltGr).
- Ввод дополнительных символов расширенной клавиатуры.

При подключении PC-совместимой клавиатуры к компьютерам Macintosh ⊞ Win работает как ⌘ Command.
В Android ⊞ Win вызывает штатную программу «Google» (Google Ассистента).